# トンコリ
トンコリ（アイヌ語: Tonkori）はアイヌに伝わる伝統的な弦楽器で、通常は五弦であることから「五弦琴」と訳される。三弦や六弦の物もあるが、非常に稀で、文献の絵図や写真、もしくは現物で確認できるもののほとんどは「五弦琴」である。
江戸時代には北海道の宗谷地方やオホーツク沿岸地域、天塩（美深） などでもほぼ同じ楽器が存在し「カー」と呼ばれ演奏されていた文献記録 があるが、近代までに伝承は途絶えた。現在判明している製作法や演奏法は、すべて樺太アイヌのものである。

## 解説
ギターとは違い、胴体部は細長く平べったく直線的な作りで先端は尖っている。胴部には意匠が施されている事もある。各部はアイヌ民族の他の民具同様に人体になぞらえて呼ばれる。ギターヘッドやネックに相当する部分は同様に頭、首と呼ぶ。弦を巻き付ける部位を耳、胴体先端の尖った部位は足、足にある弦の付け根はそれを覆うように動物の毛皮を貼り付け、これを陰毛と呼ぶ。
その裏側は尻等と呼ぶ。胴部中央にはへそと呼ぶ穴があいていて、そこにラマトゥフ（魂）と呼ぶガラス玉を入れる。
ギター等と異なりフレットがないだけでなく、弦を指板におしつけて音を変えることなく、開放弦のまま演奏する。したがってハープ等と同じく基本的には弦の数（つまり五音）しか音が出ない。調弦は樺太の東海岸と西海岸とで違うとされる。
素材はエゾマツやホオノキ、弦にはかつては動物の腱やイラクサの繊維をより合わせた物が用いられていた。現在は、三味線の弦を使うことが多い。
樺太アイヌの伝承者からただ一人1960年代に直接指導を受けた邦楽家の富田友子（歌萌）が講演・演奏活動を続けている。彼女以外に伝承者から直接指導を受けた演奏家はおらず、彼女の弟子筋でなければ録音からの独自の復元演奏もしくは想像による演奏である。
1990年代以降、北海道や関東のアイヌの団体や個人によって演奏されることも多くなっており、演奏者が増えつつある。有名なトンコリ奏者としてはOKI、小川基(TOYTOY)が居る。
また、最近では兄弟ユニットK.D earthがトンコリを演奏活動に取り入れ、アイヌの伝統曲やオリジナル曲などを演奏している。ツイン・トンコリ、トンコリ+ムックリなどで表現の幅を広げている。プログレッシヴ・ロック・バンドのカムイは、トンコリやムックリなどのアイヌ民族楽器を導入して、アイヌ民謡を引用したロックを演奏している。